# 肩髃穴
肩髃穴（けんぐうけつ）は、手の陽明大腸経に属す第15番目の経穴である。

## 部位
肩胛骨の上端にある肩峰（けんぽう）と、上腕骨頭の中間部。上腕を水平にあげたときにできる陥凹のうち、前のほうである。

## 名前の由来
髃は、骨と偶の旁の部分（頭のでかい猿）の会意形声文字で、肩胛骨の上に、人形の頭のようについている肩峰突起のことである。

## 効能
いちばんよく使われるのは、五十肩や頸肩腕症候群、水泳肩などの肩関節に関連する疾患である。そのほかに湿疹・じんましんなどの皮膚病や、中風にも効果がある。
長野式においては築賓とセットで解毒処置に用いられる。